# Eversheds Sutherland
Eversheds Sutherland ist eine international tätige Wirtschaftskanzlei mit mehr als 3.000 Anwälten in 74 Büros in 35 Ländern.
In den deutschen Büros in Düsseldorf, Frankfurt, Hamburg, München beraten rund 180 Anwälte, Solicitors, Steuerberater und Notare, im österreichischen Büro in Wien sind rund 15 Juristen und in den Schweizer Büros in Bern, Genf, Zug und Zürich etwa 30 Anwälte tätig.

## Geschichte
Eversheds Sutherland ging 2017 aus dem Zusammenschluss der britischen Wirtschaftskanzlei Eversheds und der US-amerikanischen Sozietät Sutherland Asbill & Brennan hervor.
Die Wurzeln des englischen Teils der Gesellschaft reichen bis ins Jahr 1988 zurück, als sich mehrere regionale britische Kanzleien zusammengeschlossen haben. Die Ursprünge des US-amerikanischen Teils reichen in das Jahr 1924 zurück. 
Die deutsche Praxis der Kanzlei entstand 2015 aus der Fusion der bis dahin kooperativ verbundenen Sozietäten Heisse Kursawe Eversheds (Deutschland; gegründet 1974) und Eversheds (England).
Im Jahr 2020 wurde bekannt, dass die Kanzlei einem früheren Mitarbeiter Urlaubsabgeltung in Höhe von rund 300.000 EUR verweigerte und erst vor dem BAG durch Revisionsrücknahme dem Streit ein Ende setzte.